# Diocese de Barra do Piraí-Volta Redonda
A Diocese de Barra do Piraí-Volta Redonda (Dioecesis Barrensis de Pirai-Voltaredondensis) é uma divisão territorial da Igreja Católica Apostólica Romana no estado do Rio de Janeiro.

## Histórico
Em 26 de janeiro de 1965 foi aprovado por um Concílio Consistorial reunido na cidade de Roma o pedido feito pelo então bispo, Dom Agnelo Rossi, no ano de 1959, acerca da Extensão da então Sé para a cidade de Volta Redonda. A partir deste momento, a cidade de Barra do Piraí e a cidade de Volta Redonda passam a ser a Sé da Diocese. Daí deriva o nome de Diocese de Barra do Piraí-Volta Redonda. No dia 8 de abril de 1965, Dom Altivo Pacheco Ribeiro transfere a parte administrativa da Diocese para a cidade de Volta Redonda e a partir deste momento, de acordo com a Bula Consistorial de 26 de janeiro de 1965, o Bispo Diocesano deverá residir 6 meses no Bispado na Sé de Barra do Piraí e 6 meses no Bispado na Sé de Volta Redonda. Também, a Igreja de Santa Ana, em Barra do Piraí é reconfirmada como Catedral Diocesana, e a Igreja Nossa Senhora das Graças,no Jardim Paraíba, em Volta Redonda, é confirmada como Cocatedral Diocesana provisória (até a construção da nova Cocatedral, na Vila Santa Cecília, em Volta Redonda). Em 1978, no terreno destinado pela Companhia Siderúrgica Nacional para a construção da Cocatedral Diocesana, o Bispo Dom Waldyr Calheiros de Novais instala a Cúria Diocesana de Barra do Piraí-Volta Redonda.

### Criação da Diocese de Barra do Pirai
A Diocese de Barra do Piraí foi criada em 4 de dezembro de 1922 a partir da Bula Pontifícia Ad Supremum Apostolicae Sedis, do Papa Pio XI. Seu vasto território foi desmembrado da Diocese de Niterói. Com a ereção da Diocese, no dia 23 de julho de 1923, a Matriz de Sant`Ana, em Barra do Piraí é elevada a categoria de Catedral Diocesana. Com a instalação da Diocese é nomeado seu Administrador Apostólico Monsenhor José Maria Parreira Lara, sucedido em maio de 1925 por Monsenhor Alfredo da Silva Bastos. Esses dois dedicados administradores apostólicos lançaram as bases da nova diocese. Nesta época da instalação da nova Diocese, no Sul-fluminense, os municípios (nomes atuais) que faziam parte do território da Diocese eram: Barra do Piraí onde ficava a Sé, Piraí, Mendes (antigo território de Barra do Piraí), Engenheiro Paulo de Frontin, Volta Redonda (antigo território de Barra Mansa), Pinheiral (antigo território de Piraí), Barra Mansa, Quatis (antigo território de Barra Mansa), Rio Claro, São João Marcos (município extinto), Porto Real (antigo território de Resende), Resende, Itatiaia (antigo território de Resende), Valença, Rio das Flores (antigo território de Valença), Vassouras, Miguel Pereira (antigo território de Vassouras), Paty do Alferes (antigo território de Vassouras), Paraíba do Sul, Três Rios, Comendador Levy Gasparian (antigo território de Três Rios), Sapucaia, Paracambi (antigo território de Vassouras e Itaguaí), Japeri (antigo território de Nova Iguaçu), Queimados (antigo território do município de Nova Iguaçu), Nova Iguaçu, Nilópolis (antigo território do município de Nova Iguaçu), Belford Roxo (antigo território do município de Nova Iguaçu), São João de Meriti (antigo território de Nova Iguaçu), Itaguaí, Mangaratiba, Seropédica (antigo território de Itaguaí), Angra dos Reis e Parati. Nada menos que uma Diocese com seus 17 imensos municípios.

### Novas Dioceses

#### Diocese de Valença
No dia 27 de março de 1925, o Papa Pio XI, cria a Diocese de Valença com seus 09 municípios desmembrados da Diocese de Barra do Piraí, sendo nomeado seu Administrador Apostólico Monsenhor José Maria Parreira Lara, na época Administrador Apostólico da Diocese de Barra do Piraí.

#### Extensão da Sé para Volta Redonda
No ano de 1958, Dom Agnelo Rossi, faz o pedido da Extensão da Sé da Diocese para a cidade de Volta Redonda junto à Congregação dos Bispos, em Roma.

#### Diocese de Nova Iguaçu
No dia 26 de março de 1960, é criada a Diocese de Nova Iguaçu, pelo Papa João XXIII, desmembrada da Diocese de Barra do Piraí com seus 10 municípios.
Nesta nova configuração (a partir de 1960), a Diocese de Barra do Piraí passa a ter em seu território 10 municípios: Barra do Piraí Sé, Piraí, Mendes, Engenheiro Paulo de Frontin, Volta Redonda, Barra Mansa, Rio Claro, Resende, Angra dos Reis e Parati.

#### Diocese de Itaguaí
No dia 14 de março de 1980 é criada pelo Papa João Paulo II, a Diocese de Itaguaí, desmembrada das Dioceses de Barra do Piraí-Volta Redonda e Nova Iguaçu, instalada com 5 municípios.

## Processo de criação da Cossede de Volta Redonda
No período do bispado, de Dom Agnelo Rossi, iniciou-se ainda junto à direção da Companhia Siderúrgica Nacional (CSN), gestões para extensão da sede episcopal para o município de Volta Redonda.
Este processo inicia-se logo na sua chegada à nova diocese, conforme sua descrição: “Desde nossa posse, ficamos sabendo de planos para uma extensão da sede episcopal para o município de Volta Redonda e, em nossa posse, o representante da Companhia Siderúrgica Nacional, nos assegurou que a CSN, tudo faria para que isto se concretizasse ”.
A Companhia Siderúrgica Nacional era a grande interessada no processo de extensão da sede episcopal. Segundo a empresa, “(...) a Igreja Católica não podia ignorar a importância de Volta Redonda e deveria manifestá-la de forma patente”.
O próprio bispo diocesano chegou a revelar, que na verdade, não cabia a ele o mérito da ideia do projeto de extensão da Sede Episcopal, mas sim ao general Edmundo de Macedo Soares e Silva, que na época, era presidente da Companhia Siderúrgica Nacional.
As negociações Igreja (Diocese) e a Companhia Siderúrgica Nacional evoluíram timidamente a partir da posse do novo bispo diocesano. Com o aval e a promessa explícita de apoio por parte da CSN, Dom Agnelo Rossi, inicia contatos com a Sagrada Congregação Consistorial, durante sua primeira visita à Roma, ocorrida em fevereiro de 1958.
O longo processo inicia-se oficialmente, quando Volta Redonda recebe a visita de Dom Armando Lombardi, Núncio Apostólico no Brasil, em junho de 1959. Segundo a diocese, esta visita, teve caráter privado, com o objetivo “(...) de conhecer de perto e in loco, problemas da diocese”.
A Companhia Siderúrgica Nacional, no entanto, não via a visita do Núncio Apostólico do Brasil, com a mesma discrição e o caráter reservado da diocese. A empresa noticia tal fato para toda comunidade voltaredondense, na primeira página do jornal ‘O Lingote’ (Jornal de propriedade da CSN), revelando o objetivo da visita de Dom Armando Lombardi, através da manchete: ‘VR – Sede de Cobispado’. Segundo a notícia veiculada, depois de conhecer as instalações da Companhia Siderúrgica Nacional e a cidade de Volta Redonda, “(...) a ilustre autoridade eclesiástica manifestou interêsse (sic), em elevar Volta Redonda, a sede do Cobispado, dada a inegável pujança do seu movimento religioso, decisão esta que certamente será acolhida com intenso júbilo pela população católica volta-redondense ”. A reportagem conclui dizendo que, inclusive, o Núncio Apostólico chegou a verificar um mapa da cidade de Volta Redonda, para escolher previamente o melhor local para a sede do Cobispado.
Na verdade, a visita do Núncio Apostólico do Brasil, Dom Armando Lombardi, foi a culminância desse processo que se envolvia os interesses convergentes da Companhia Siderúrgica Nacional (CSN) e da Igreja diocesana.
Na prática, esta visita foi também a resposta de uma carta,enviada pelo bispo diocesano, Dom Agnelo Rossi, em 21 de março de 1959, onde este, expõe oficialmente ao Núncio Apostólico do Brasil, Dom Armando Lombardi, o desejo de estender a sede episcopal para o município de Volta Redonda:
“(...)Parece-me Exmo. Sr., chegado o momento oportuno para apresentar oficialmente à Santa Sé (...)como também para aproveitar a coincidente boa vontade da atual diretoria da Companhia Siderúrgica Nacional, cujo mandato terminará dentro de três anos. (...) Como a CSN faz seus planos antecipados de aplicação de verbas (...) seria conveniente  salvo melhor juízo, apressar o pedido junto à Santa Sé para que já em 1960 se pudesse atacar as obras da residência episcopal e da Cocatedral (sic), em terrenos centrais na cidade de Volta Redonda, cedidos pela Companhia Siderúrgica Nacional (CSN) à Mitra Diocesana de Barra do Piraí”.
Nesta mesma carta endereçada ao Núncio Apostólico do Brasil, o bispo diocesano, Dom Agnelo Rossi expõe os motivos da requisitada extensão da Sede Episcopal para o município de Volta Redonda:
1. A posição geográfica de Volta Redonda, já que com a criação da Diocese de Nova Iguaçu, a sede do bispado, em Barra do Piraí, ficaria situada num extremo da diocese, enquanto que em Volta Redonda, ficará localizada num ponto central, com melhores possibilidades de acesso e comunicação com todos os pontos da diocese.
2. A importância econômica de Volta Redonda, sendo o maior centro siderúrgico do Brasil, merecendo maior atenção da Igreja. Além de que, segundo o bispo, quase todas as Igreja Matrizes, localizam-se na periferia da cidade.
3. Volta Redonda apresenta-se com atualmente 85.000 habitantes (em 1959), com projeção de um vertiginoso crescimento populacional nos próximos anos – cerca de 200.000, segundo estimativas param os próximos 10 anos-, devido aos projetos de expansão da Companhia Siderúrgica Nacional. Barra Mansa, cidade contígua à Volta Redonda, possui cerca de 35.000 habitantes. As duas cidades possuem então, mais de metade da população da diocese.
4. Barra do Piraí, atual sede do bispado, possuindo 25.000 habitantes, sem possibilidades de progresso econômico, vivendo na verdade, um ciclo de decadência econômica, não ficaria prejudicada, sendo dotada de benefício como um seminário diocesano, catedral e a residência episcopal.
5. A Companhia Siderúrgica Nacional, por meio de sua atual diretoria, está, segundo o bispo, realmente empenhada em dotar Volta Redonda de todos requisitos para se tornar cossede do bispado.
6. Este item expressa, na verdade, obrigações que a Companhia Siderúrgica Nacional (CSN), teria que cumprir, incluindo a construção de uma cocatedral, a residência episcopal e a cúria diocesana.

O apoio do Núncio Apostólico do Brasil, Dom Armando Lombardi, necessita agora, do cumprimento das promessas de apoio, por parte da Companhia Siderúrgica Nacional, que eram insistentemente reiteradas à Igreja Diocesana.
Numa carta, em 1 de agosto de 1959, dirigida ao general Edmundo Macedo Soares, o bispo diocesano, Dom Agnelo Rossi oficializa os pedidos de apoio: “Afim de que se possa concretizar a aspiração da atual diretoria da CSN, de que também Volta Redonda seja sede do Bispado, em vantagens incalculáveis de ordem social, educacional, moral e religiosa para a Cidade do Aço (...) venho, na qualidade de Bispo Diocesano, solicitar da Exma. Diretoria da Companhia Siderúrgica Nacional (CSN), as seguintes medidas:
1. Que seja ordenada a transferência, por escritura de doação à Mitra Diocesana de Barra do Piraí, (...) dos terrenos escolhidos (...)junto à Praça Brasil.
2. Tendo exposto meus planos ao Engenheiro Fest, arquiteto da CSN, para que elaborasse o primeiro projeto das construções necessárias ao Bispado em Volta Redonda (...)Peço, portanto, à Exma. Diretoria da CSN, autorize o desenvolvimento dos projeto definidos pelos orgãos competentes.
3. A preferencia seria dada à construção da Residência Episcopal, ficando a Cocatedral (sic) para uma etapa posterior.”

A partir das negociações bem sucedidas com a Companhia Siderúrgica Nacional, a empresa cumpre o que havia sido prometido: a construção do bispado foi concluída em 1963, com a CSN, destinando uma vultuosa quantia para o início das obras (cerca de Cr$ 10.000.0000). A doação foi feita pelos diretores da empresa em 09 de junho de 1960, sendo aprovada pela Assembleia Geral Extraordinária das Companhia Siderúrgica Nacional, em 29 de dezembro de 1960.
Os planos de Dom Agnelo Rossi, no entanto, acabam sendo atrasados por que o entendimentos com a Companhia Siderúrgica Nacional, sofreram algumas interrupções, devido a mudanças na diretoria da empresa. Com a saída de Dom Agnelo Rossi da diocese, em 1963, os planos de extensão da sede episcopal, passaram a ser negociados por Dom Altivo Pacheco Ribeiro, novo bispo nomeado para a diocese de Barra do Piraí.
O curto período de bispado de Dom Altivo Pacheco Ribeiro na diocese de Barra do Piraí (1963-1966) foi um período bastante difícil na vida igreja local, sendo marcado por sérios problemas. Nesta época, eram constantes os atritos entre o bispo e alguns padres diocesanos. Na evidência desses atritos, no seu bispado, aconteceu na diocese, uma campanha de padres contra o celibato sacerdotal, que resultou numa crise de vocações e no abandono e afastamento de vários padres do ministério sacerdotal na região.
No seu bispado, Dom Altivo Pacheco Ribeiro, manteve estreitas relações com a Companhia Siderúrgica Nacional, notabilizando-se também por retomar as negociações com a empresa, que concluíram o projeto de extensão da sede da diocese para a cidade de Volta Redonda.
O grande projeto de Dom Agnelo Rossi e da Companhia Siderúrgica Nacional, C.S.N, se realiza então: a residência episcopal se transfere para Volta Redonda e o bispo passa a residir no Palácio Episcopal, um prédio localizado na área nobre da cidade, no bairro Laranjal. Tanto o prédio como o terreno foram doados pela Companhia Siderúrgica Nacional, além do lote na área central da Vila Santa Cecília, destinado à futura Cocatedral e à Cúria Diocesana. A igreja diocesana na verdade se aproveita da aproximação com a empresa para estabelecer sua infra-estrutura.
Como a ‘Catedral de Aço’ ainda não estava construída, adotou-se como medida provisória a elevação da Igreja de Nª. Srª das Graças, no Bairro Jardim Paraíba, como Cocatedral da nova diocese.
A futura Cocatedral, de acordo com o projeto original deveria ser uma construída em estrutura de aço, símbolo da presença suntuosa da Igreja e da Companhia Siderúrgica Nacional, e da solidez que as unia :“(...) construção digna, sóbria e moderna, como convém a Cocatedral de Volta Redonda (...) uma Catedral de Aço”.
As cerimônias de instalação da Codiocese de Volta Redonda, foram realizadas no dia 09 de abril de 1965, data do 24º aniversário da Companhia Siderúrgica Nacional, por sugestão do próprio bispo Dom Altivo Pacheco Ribeiro, em homenagem à grande colaboradora e “(...) afim de que o ato se incorporasse ao calendário das datas mais queridas da família siderúrgica e marcasse a comunhão espiritual daqueles que forjam em Volta Redonda a grandeza do país”.
A instalação da codiocese ocorreu num clima de grande festividade em Volta Redonda. A diocese encaminhou convites a várias autoridades de expressão eclesiásticas, civis e militares. Destacou-se a presença do Núncio Apostólico do Brasil, Dom Sebastião Baggio, Dom José Gonçalves, secretário geral da Conferência Nacional dos Bispos do Brasil - CNBB, Dom Jaime Câmara, Cardeal Arcebispo de São Sebastião do Rio de Janeiro, acompanhado de alguns bispos auxiliares, estando entre eles, a figura discreta de Dom Waldyr Calheiros de Novais, que no ano seguinte assumiria o pastoreio da diocese, como seu 5º Bispo Diocesano.
O clima de entusiasmo era geral, principalmente porque naquele dia, além da sagração da Igreja de Nª. Srª da Graças como Cocatedral Diocesana (provisória) e da extensão da sede episcopal para Volta Redonda, se realizava a cerimônia de lançamento da pedra fundamental daquela que seria a Catedral de Aço.
A extensão da sede episcopal para Volta Redonda, no entanto, gerou reações de insatisfação em Barra do Piraí, antiga sede episcopal (que se sentiu prejudicada), que acabou culminando mais tarde, em 1985, com um processo que reivindicou o desmembramento de Barra do Piraí da Diocese de Barra do Piraí-Volta Redonda. O processo liderado pela Câmara de Vereadores de Barra do Piraí e enviado ao Vaticano, propunha a organização de uma nova diocese, ou melhor “(...) restaurar a antiga Diocese de Barra do Piraí, compreendendo os municípios de Barra do Piraí, Mendes, Paulo de Frontin, Piraí e Rio Claro”. Os argumentos dos diocesanos de Barra do Piraí porém, não obtiveram êxito, e a cidade continuou ligada à Diocese de Barra do Piraí-Volta Redonda.

## Organização
Atualmente, a Diocese de Barra do Piraí-Volta Redonda é composta por 12 municípios: Barra do Piraí, Volta Redonda, Piraí, Mendes, Engenheiro Paulo de Frontin, Pinheiral, Barra Mansa, Quatis, Rio Claro, Porto Real, Resende e Itatiaia.
A diocese é subdividida em quatro Vicariatos:
- Vicariato de Barra do Piraí: Barra do Piraí, Piraí, Mendes, Engenheiro Paulo de Frontin;
- Vicariato de Volta Redonda: Volta Redonda e Pinheiral;
- Vicariato de Barra Mansa: Barra Mansa, Quatis e Rio Claro;
- Vicariato de Resende: Resende, Porto Real e Itatiaia.
Vigários Episcopais:
Vicariato de Barra do Piraí - Pe. Carlos Alberto Gomes da Silva Júnior
Vicariato de Volta Redonda - Pe. Alex de Carvalho Ferreira Soares
Vicariato de Barra Mansa - Pe. José de Arimatéia
Vicariato de Resende - Pe. Paulo Sérgio Nogueira
Vicariato para a Promoção da Dignidade Humana e Ambiental - Pe. Juarez Carvalho Sampaio

## Bispos residentes
- Dom Luiz Henrique Da Silva Brito - Bispo Diocesano
- Dom Francisco Biasin (Bispo Emérito de Barra do Piraí-Volta Redonda);
- Dom Frei João Maria Messi, OSM (Bispo Emérito de Barra do Piraí-Volta Redonda).

## Paróquias e padres
Vicariato de Barra do Piraí:
. Paróquia Catedral de Santana (Barra do Piraí): Pe. Paulo Sérgio de Almeida (Pároco e Coordenador Diocesano de Pastoral) e Pe. Sérgio Brandão Criado (Vigário Paroquial e Reitor do Seminário Maior Diocesano Santo Oscar Romero);
. Paróquia São Benedito (Barra do Piraí): Pe. Carlos Alberto Gomes da Silva Júnior (Pároco) e Pe. Joaquim Rojo Hernandez (Vigário Paroquial) e Pe. Inácio Sérgio de Lima (Vigário Paroquial);
. Paróquia Santa Teresinha (Barra do Piraí): Pe. José Vidal Amorim (Pároco);
. Paróquia Nossa Senhora das Dores (Dorândia/BP): Pe. Miguel Francisco da Silva (Pároco);
. Paróquia Santa Teresinha (Santanésia): Pe. Gaspar Pelegrini (Pároco);
- Paróquia Santana (Piraí): Pe. Márcio Correa Mendes (Pároco);
- Paróquia Santa Cruz (Mendes): Pe. Silvio Rafael Juliano (Pároco) e Pe. Paulo José Penteado Alvarenga (Vigário Paroquial);
- Paróquia São João Batista (Engenheiro Paulo de Frontin): Pe. Alexandre Barbosa (Pároco);
- Paróquia Nossa Senhora da Conceição (Distritos de Sacra Família e Morro Azul em Paulo de Frontin): Pe. Alexandre Barbosa (Pároco);
Vicariato de Barra Mansa:
- Paróquia Matriz de São Sebastião (Barra Mansa): Congregação do Verbo Divino (SVD);
- Paróquia Sagrado Coração de Jesus (Barra Mansa): Pe. Flávio Luís Alves (Pároco e Ecônomo) e Pe. Iago Almeida de Jesus (Vigário Paroquial);
- Paróquia Santo Antônio (Barra Mansa): Pe. Deivi Santana de Oliveira (Pároco) e Pe. Diego Oliveira (Vigário Paroquial);
- Paróquia Santa Cruz (Barra Mansa): Pe. José Arimatéia de Souza (Pároco) e Pe. Francisco Alves de Melo (Vigário Paroquial);
- Paróquia Nossa Senhora da Piedade (Rio Claro): Pe. Samuel Moreira Camargo (Pároco);
- Paróquia Santo Antônio (Distrito de Lídice em Rio Claro): Pe. Gildo Nogueira Gomes (Pároco) e Pe. Giuliani Antonio Fantini  (Pároco Emérito);
- Paróquia Nossa Senhora do Rosário (Quatis): Pe. Clésio Alves Vieira (Pároco);

Vicariato de Resende:
- Paróquia Nossa Senhora da Conceição (Resende): Pe. José Antônio Perry (Pároco) e Pe. Antônio Alves de Melo (Vigário Paroquial);
- Paróquia São Sebastião (Resende): Pe. Paulo Sérgio Nogueira (Pároco);
- 'Área Pastoral Penedo-Serra de Mauá: Pe. Marcelo Fachina (Administrador Paroquial);
- Paróquia Nossa Senhora de Fátima (Resende): Pe. Matias Ramos Moreira da Costa (Pároco);
- Paróquia Santa Cecília (Resende): Congregação do Cristo Ressuscitado;
- Paróquia Sagrada Família (Resende): Pe. Luis Cláudio Moreira (Pároco), Pe. Frei Alan Maia (Vigário Paroquial e Dom Francisco Biasin (Vigário Cooperador).
- Paróquia Nossa Senhora das Dores (Distrito de Floriano em Barra Mansa e Porto Real): Pe. Ronaldo da Costa Santos (Pároco), Pe. Daniel Cezar de Faria (Vigário Paroquial) e Pe. Nelson (Vigário Paroquial); 
- Paróquia São José (Itatiaia): Congregação do Cristo Ressuscitado;
Vicariato de Volta Redonda:
- Paróquia São João Batista (Distrito de Arrozal - Piraí/RJ): Pe. Rafael Ferreira (Chanceler da Cúria Diocesana e Pároco);
- Paróquia Cocatedral Nossa Senhora da Conceição (Volta Redonda): Pe. Alex de Carvalho Ferreira Soares (Pároco), Pe. Raju Karingozhakal Joseph (Pe. Jacob) (Vigário Paroquial) e Pe. Carlos Henrique Ferreira Rocha (Vigário Paroquial);
- Paróquia Nossa Senhora da Conceição (Pinheiral): Pe. Mauricio Carvalho de Oliveira (Pároco) e Pe. José Luiz Reis Luiz (Vigário Paroquial);
- Paróquia Nossa Senhora das Graças (Volta Redonda): Pe. Alexandre da Silva Melo (Pároco) e Pe. Mayron José Alexandre Pereira (Vigário Paroquial e Reitor do Seminário Propedêutico Sagrada Família);
- Paróquia Santa Cecília (Volta Redonda): Monsenhor Alércio Aparecido de Carvalho (Pároco e Vigário Geral), Monsenhor Francisco Xavier Nobuo Sano (Vigário Paroquial) Pe. Flávio Aguiar (Cooperador) e Dom João Maria Messi (Vigário Cooperador);
- Paróquia Santo Agostinho (Volta Redonda): Pe. Raphael Guimarães Duque (Pároco);
- Paróquia Santo Antônio (Volta Redonda): Pe. Juarez Carvalho Sampaio (Pároco) e Pe. Jorge Rodrigues Pereira (Vigário Paroquial); 
- Paróquia São Luiz Gonzaga (Volta Redonda): Pe. Nilson José dos Santos (Pároco);
- Paróquia São Paulo Apóstolo (Volta Redonda): Pe. Alcides Alves da Silva (Pároco), Pe. Edimar Alves Gomes e Pe. Tom Tomas Anchukandon (cooperador);
- Paróquia São Sebastião (Volta Redonda): Pe. Antônio Carlos de Aguiar Moura (Pároco), Pe. Márcio Moreira (Vigário Paroquial e Coordenador Diocesano de Patrimônio Histórico) e Pe. Carlos Antônio Xavier (Vigário Paroquial).
Padres Diocesanos fora da Diocese:
- Alemanha: Pe. Leandro Nunes Teixeira;
- Seminário Maior Diocesano Santo Oscar Romero (Petrópolis): Pe. Sérgio Brandão Criado (Reitor do Seminário);
- Arquidiocese de Atlanta (missão junto a brasileiros): Pe. Vanderley Alves de Oliveira;

## Diáconos permanentes[5]
- Adalberto Carlos Fontes;
- Antônio Magno de Sousa;
- Carlos Henrique Côrrea Baptista;
- Carlos Roberto da Silva;
- Clementino Araújo Silva;
- Eduardo da Silva Lima;
- José Márcio Gonçalves Lopes;
- José Maria Ferreira;
- José Mauro de Almeida;
- José Roberto Araújo;
- José Wellington Magalhães de Castro;
- Lázaro Corrêa de Mattos;
- Luiz Antônio de Motta Carvalho;
- Márcio Antunes Fernandes;
- Norberto Antoniol;
- Ronaldo de Azevedo Lima;
- Sebastião Teixeira Ramos;
- Sinésio Felicio;
- Valdir Matias Claudins Pedrosa.

## Bispos[6]
|                | Nome                                  | Período    | Notas                               |
| Bispos         | Bispos                                | Bispos     | Bispos                              |
| -------------- | ------------------------------------- | ---------- | ----------------------------------- |
| 8º             | Luiz Henrique da Silva Brito          | 2019-atual |                                     |
| 7º             | Francisco Biasin                      | 2011-2019  | Bispo Emérito                       |
| 6º             | João Maria Messi, O.S.M.              | 2000-2011  | Bispo Emérito                       |
| 5º             | Waldyr Calheiros de Novais            | 1966-1999  |                                     |
| 4º             | Altivo Pacheco Ribeiro                | 1963-1966  | Nomeado Bispo de Araçuaí            |
| 3º             | Agnelo Rossi                          | 1956-1962  | Nomeado Arcebispo de Ribeirão Preto |
| 2º             | José André Coimbra                    | 1938-1955  | Nomeado Bispo de Patos de Minas     |
| 1º             | Guilherme Müller                      | 1926-1935  |                                     |
| Bispo-auxiliar |                                       |            |                                     |
|                | Vital João Geraldo Wilderink, O.Carm. | 1978-1980  | Nomeado Bispo de Itaguaí            |